# Уздово
Уздово (пол. Uzdowo, нім. Usdau) — село в Польщі, у гміні Дзялдово Дзялдовського повіту Вармінсько-Мазурського воєводства.
Населення — 784 особи (2011).
У 1975-1998 роках село належало до Цехановського воєводства.

## Демографія
Демографічна структура станом на 31 березня 2011 року:
|          | Загалом | Допрацездатний вік | Працездатний вік | Постпрацездатний вік |
| -------- | ------- | ------------------ | ---------------- | -------------------- |
| Чоловіки | 395     | 93                 | 260              | 42                   |
| Жінки    | 389     | 85                 | 226              | 78                   |
| Разом    | 784     | 178                | 486              | 120                  |